# Université d'État de Gandja
L'université d'État de Gandja est une université publique située à Gandja, en Azerbaïdjan.

## Histoire
L'Université d'État de Gandja a été fondée en 1938 en tant qu'institut des enseignants de Gandja de deux ans.

## Facultés
- Faculté de mathématiques et d'informatique
- Faculté de physique et des sciences techniques
- Faculté de chimie et de biologie
- Faculté de philologie
- Faculté d'histoire et de géographie
- Faculté des langues étrangères
- Faculté pédagogique
- Faculté d'économie et de gestion[2]